# Adoption (Kanonisches Recht)
Die Adoption, also die Annahme eines Wahlkindes, wird vom kanonischen Recht anerkannt, wenngleich bezüglich des Vorhandenseins der Adoption auf das jeweilige weltliche Recht abgestellt wird.
Der CIC regelt hierzu in can. 110: Kinder, die nach Maßgabe des weltlichen Gesetzes adoptiert wurden, gelten als Kinder dessen oder derer, die sie adoptiert haben.
In can. 1094 ist ein Ehehindernis für durch Adoption miteinander verwandte Personen statuiert.